# 봉의 8

라이더-웨이트 타로 덱에서 봉의 8

봉의 8은 소 아르카나 타로 카드이다. 라이더-웨이트 덱에서 이 카드는 아티스트 파멜라 콜먼 스미스가 설계한 강가의 열린 풍경을 가로 질러 비스듬히 엇갈린 길이의 8개의 대각선으로 된 막대를 보여 준다.
타로 카드는 유럽 전역에서 타로 카드 게임을 하는 데 사용된다.
게임이 거의 알려지지 않은 영어권 국가에서는 타로 카드가 주로 점술 목적으로 사용되었다.

## 점술 목적
행동의 카드; 신속. 즉각적인 정보 또는 행동을 전달한다. 소식이 빠르게 전해진다. 봉의 슈트는 정보와 관련이 있으므로 새로운 의사 소통과 예기치 않은 소식을 찾는다. 추첨에서 주변 카드에 따라 이러한 사건의 속도를 나타낼 수 있다.

## 주요 의미
봉의 8의 주요 의미:
- 성급한 행동
- 여행과 출장
- 여행 또는 비행
- 운동
- 지연까지 끝냄